# 京畿国際通商高等学校
京畿国際通商高等学校（朝: 경기국제통상고등학교、英: Gyeonggi International Trade High School）は、大韓民国京畿道富川市石川路141に所在する公立の高等学校。

## 沿革
- 1994年11月1日 - 富明情報産業高等学校開校。
- 2006年7月11日 - サッカー部創設。
- 2010年8月1日 - 特性化高校承認。(国際通商外国語科、国際経営情報科、観光ビジネス科、国際広報デザイン科)
- 2010年8月21日- 学校給食所の完成。
- 2011年3月1日 - 京畿国際通商高等学校と改称。
- 2013年9月1日 - 観光ビジネス科を改組し国際観光経営科を設置、国際会計情報科を新設。

## 開設学科
- 国際通商外国語科 (Department of Foreign Language for International Trade)
- 国際経営情報科 (Department of Information Technology for International Business Administration)
- 国際観光経営科 (Department of International Tourism Management)
- 国際会計情報科 (Department of International Accounting Information)

## 交通
住所：（郵）14583 韓国京畿道富川市石川路141 

## 対外関係
- 日本 徳山大学
- 日本 東亜大学
- 中国 渤海大学
- 台湾 国立彰化高級商業職業学校